# Frühindustriepark Gienanth
Im Frühindustriepark Gienanth in Winnweiler sind Denkmäler aus der Frühzeit der Industrialisierung im Donnersbergkreis zusammengefasst. Namensgeber ist die Industriellenfamilie Gienanth (französisierte Schreibweise Guinand).
Ein geographisch-historischer Lehrpfad führt zu mehreren Standorten, an denen Denkmäler besichtigt werden können. Startpunkt ist die Eisenschmelz in Winnweiler-Hochstein. Konzipiert wurde der Lehrpfad mit Informationstafeln von einem Leistungskurs des Wilhelm-Erb-Gymnasiums in Winnweiler.

## Geschichte
Auf der Grundlage von regionalen Erzfunden und Erzabbau, etwa im nahe gelegenen Imsbach, gründete Nicolaus Guinand 1742 das Eisenhüttenwerk Hochstein als Stammhaus dieser pfälzischen Industriellendynastie.
In späterer Zeit war die Familie Gienandt auch in Schönau und anderen Orten der Pfalz unternehmerisch tätig.

## Standorte
Hauptstandort ist die Denkmalzone Eisenschmelz in Winnweiler-Hochstein. Hier befinden sich Herrenhaus und Arbeiterwohnungen.
In Schweisweiler befindet sich ein ehemaliges Hammerwerk, das fast im gesamten 19. Jahrhundert in Betrieb war.
Köhlerstätten in der Umgebung, die die Energieversorgung sicherten, gehören zu dem Gesamtkomplex.